# Drake (Dakota Północna)
Drake – miasto w Stanach Zjednoczonych, w stanie Dakota Północna, w hrabstwie McHenry.